# Bertram Hopkinson
Bertram Hopkinson CMG, FRS (Birmingham, 11 de janeiro de 1874 — 26 de agosto de 1918) foi um engenheiro inglês.
Hopkinson foi um advogado de patentes e professor da Universidade de Cambridge, pesquisando sobre chamas, explosões e metalurgia, tornando-se um projetista pioneiro de motores de combustão interna.
Filho de John Hopkinson. Estudou no Trinity College (Cambridge), tornando-se um advogado após a graduação. Após a morte de seu pai, seu irmão e duas irmãs em um acidente de alpinismo em 1898, Hopkinson decidiu mudar sua carreira para a engenharia.
Em 1903 Hopkinson foi eleito para a cátedra de mecanismos e mecânica aplicada, e em 1910 foi eleito membro da Royal Society.
Durante a Primeira Guerra Mundial foi comissionado como engenheiro real e fundou um estabelecimento de pesquisas em Orford Ness, onde ele e sua equipe pesquisaram armas e munições. Aprendeu a pilotar e morreu em 26 de agosto de 1918 quando seu Bristol F.2 Fighter caiu na rota de Martlesham Heath para Londres.
Está sepultado no Ascension Parish Burial Ground em Cambridge, com sua mulher Mariana, nascida Siemens; eles tiveram sete filhas.